# Marsoulas
Marsoulas település Franciaországban, Haute-Garonne megyében. Lakosainak száma 141 fő (2022. január 1.). Marsoulas Betchat, Cassagne, Salies-du-Salat és Touille községekkel határos.

## Népesség
A település népességének változása:
| Lakosok száma | 114  | 100  | 112  | 138  | 118  | 122  | 123  | 125  | 130  | 141  |
|               | 1968 | 1982 | 1990 | 2006 | 2013 | 2015 | 2017 | 2019 | 2020 | 2022 |